# ANT-IV
La ANT-IV fu uno dei tre tipi di aeroslitte introdotte nel 1924. Questo modello, che necessitava di un equipaggio di due uomini, aveva un motore Bristol Lucifer che erogava una potenza di 100 hp, raddoppiando così quello dell'ANT-III e il motore Fiat dell'ANT-V.
Nel 1930 la ANT-IV iniziò ad operare regolarmente tra Čeboksary e Kanash, in Ciuvascia, trasportando posta e passeggeri che necessitavano di spostarsi rapidamente. L'anno successivo, gli ANT-IV furono potenziati con il motore Shvetsov M-11, che permise di viaggiare ad una velocità di circa 28 km/h.
Nel 1933 viene introdotta la ANT-IVS, versione adibita ad ambulanza della ANT-IV che divenne un insostituibile mezzo di soccorso sia in tempo di pace che in guerra: fu impiegata durante la guerra d'inverno (1939-1940) e sul fronte orientale della seconda guerra mondiale.
Il modello ANT-IV fu quello di maggior successo della serie ANT e fu ampiamente utilizzato, anche per impieghi civili, in Kazakistan, in Siberia, in Tataria e come supporto alle esplorazioni geografiche nella regione artica nel 1934 e 1935. In queste spedizioni la ANT-IV dimostrò di funzionare a temperature fino a 40 °C sottozero realizzando una media di 28 km/h con un carico tra i 700 e i 1000 kg.
Nel 1934, un ANT-IV fu caricato a bordo della nave Smolensk e fu trasportato a Ualen, dove fu utilizzato durante il salvataggio dei superstiti della nave rompighiaccio Cheliuskin.